# Ashley Cooper
Ashley John Cooper (Melbourne, 15 september 1936 – 22 mei 2020) was een tennisspeler uit Australië. 
Cooper was actief vanaf 1953. In 1958 won hij in het enkelspel drie van de vier grandslamtoernooien in Parijs strandde hij in de halve finale tegen de Chileen Luis Ayala ondanks de winst van de eerste twee sets.
In 1959 werd hij proftennisser.
In 1991 werd hij opgenomen in de internationale Tennis Hall of Fame.

## Resultaten grandslamtoernooien
| Legenda | Legenda                          |
| ------- | -------------------------------- |
| g.t.    | geen toernooi gehouden           |
| l.c.    | lagere categorie                 |
| –       | niet deelgenomen                 |
| G       | uitgeschakeld in de groepsfase   |
| 1R      | uitgeschakeld in de eerste ronde |
| 2R      | uitgeschakeld in de tweede ronde |
| 3R      | uitgeschakeld in de derde ronde  |
| 4R      | uitgeschakeld in de vierde ronde |
| KF      | uitgeschakeld in de kwartfinale  |
| HF      | uitgeschakeld in de halve finale |
| F       | de finale verloren               |
| W       | het toernooi gewonnen            |
| w-v     | winst/verlies-balans             |

### Enkelspel
| Toernooi        | 1954 | 1955 | 1956 | 1957 | 1958 |    | 1968 |
| --------------- | ---- | ---- | ---- | ---- | ---- | -- | ---- |
| Australian Open | KF   | KF   | KF   | W    | W    | –  |      |
| Roland Garros   | 2R   | –    | HF   | HF   | HF   | 2R |      |
| Wimbledon       | 2R   | 1R   | 4R   | F    | W    | –  |      |
| US Open         | 2R   | 3R   | KF   | F    | W    | –  |      |

### Mannendubbelspel
| Toernooi        | 1954 | 1955 | 1956 | 1957 | 1958 |
| --------------- | ---- | ---- | ---- | ---- | ---- |
| Australian Open | ?    | ?    | ?    | F    | W    |
| Roland Garros   | ?    | –    | F    | W    | W    |
| Wimbledon       | 2R   | 1R   | HF   | KF   | F    |
| US Open         | ?    | –    | ?    | W    | ?    |

### Gemengd dubbelspel
| Toernooi        | 1954 | 1955 | 1956 | 1957 | 1958 |
| --------------- | ---- | ---- | ---- | ---- | ---- |
| Australian Open | –    | –    | –    | –    | –    |
| Roland Garros   | 2R   | –    | –    | –    | –    |
| Wimbledon       | 2R   | 2R   | –    | –    | –    |
| US Open         | ?    | KF   | ?    | ?    | ?    |